# St. Antonius (Vrasselt)

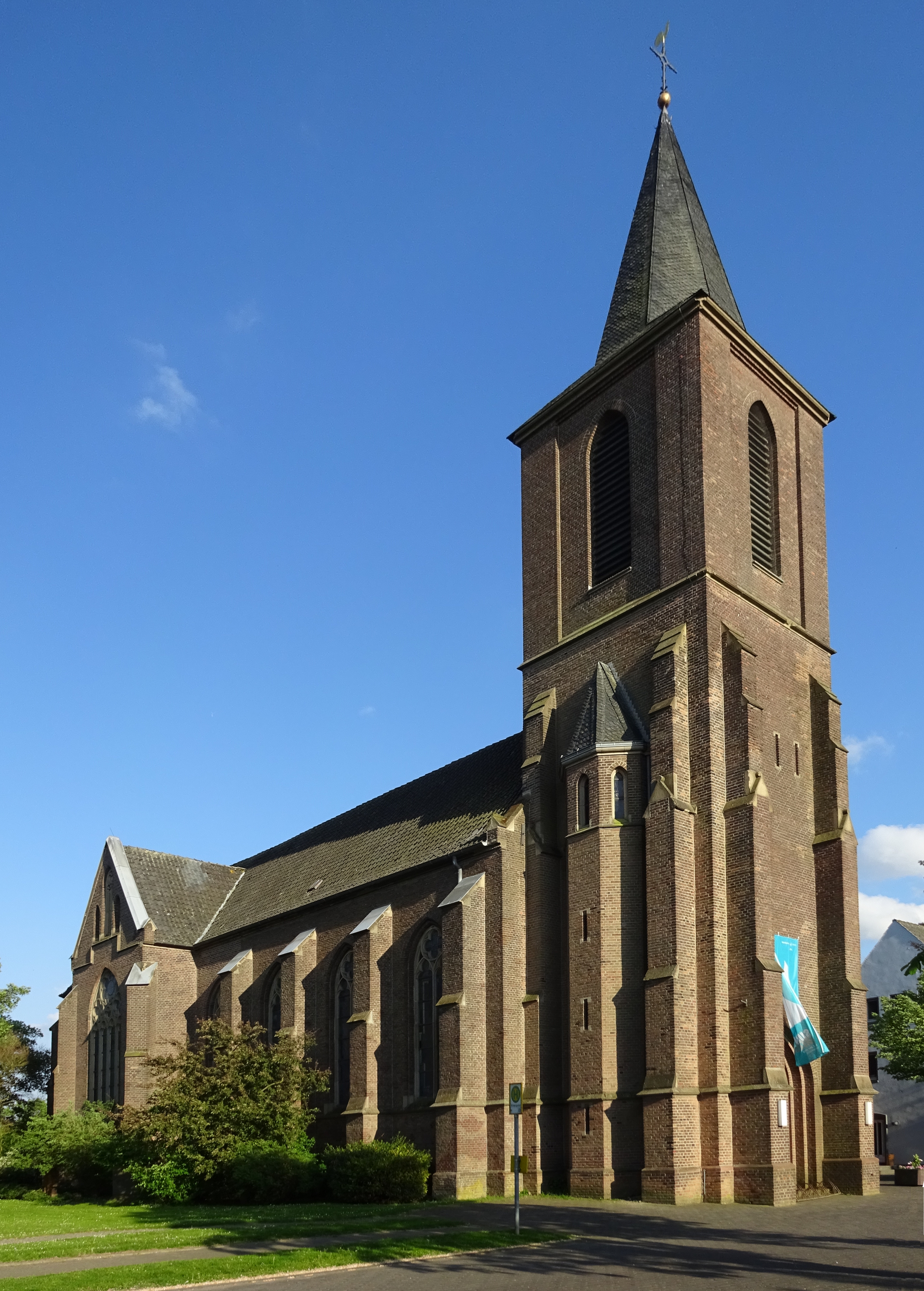
Vrasselt, St. Antonius

St. Antonius ist die römisch-katholische Pfarrkirche von Vrasselt, einem Ortsteil der nordrhein-westfälischen Stadt Emmerich am Rhein.

## Geschichte
Für das Jahr 1371 ist eine Kapelle zu Ehren der Heiligen Antonius Eremit und Quirinus belegt, die als Filialkirche zur Pfarrei von St. Aldegundis in  Emmerich zugeordnet war und zuletzt 1844 durch einen Kapellenneubau ersetzt wurde. Als erste Projektphase für einen geplanten größeren Kirchenneubau entstand 1875 das zunächst dreijochige neugotische Langhaus, das im Westen mit einer Giebelfassade mit Giebeldachreiter abgeschlossen wurde. Nachdem 1890 die Gemeinde Vrasselt zur selbstständigen Pfarrei erhoben wurde, erfolgte der vollständige Ausbau des begonnenen Kirchenbauprojekts durch einen Ostteil mit Querhaus und polygonal schließendem Chor und einem vorgesetzten Westturm. Am 25. Juni 1899 fand die Grundsteinlegung, am 10. September 1901 die Einweihung der Kirche durch Bischof Hermann Jakob Dingelstad statt. Der Bau erfolgte nach den Plänen von Johann Adam Rüppel, dem Schwiegersohn und Nachfolger des 1895 verstorbenen Kirchenbaumeisters Franz Langenberg, von dem auch erste Planungen gestammt haben dürften.
Während der Kampfhandlungen zu Ende des Zweiten Weltkriegs wurde die Antoniuskirche am 16. März 1945 stark beschädigt, wobei beim nachfolgenden Wiederaufbau vor allem die Rekonstruktion des ursprünglich in einem Oktogongeschoss mit Steilhelm endenden Kirchturms in dessen oberem Abschnitt in stark reduzierter Form erfolgte. Desgleichen entfiel beim Wiederaufbau der Kirche der Dachreiter über der Vierung. Zugleich wurde das bisherige Hauptportal zu einer Fensternische geschlossen, um erst 2021 wieder in der ursprünglichen Form geöffnet zu werden.
2005 erfolgte die Zusammenlegung der Gemeinde mit St. Johannes der Täufer in Dornick und St. Johannes Baptist in Praest.

## Architektur und Ausstattung
In der ausgeführten Form ist die Vrasselter Antoniuskirche eine in Backstein errichtete einschiffige Kreuzkirche aus vierjochigem Langhaus, Querhaus und polygonal schließendem Chor, im Westen von einem Kirchturm abgeschlossen. Der Außenbau ist mit Strebepfeilern, die Fenster mit Maßwerken in Werkstein ausgestattet, der Kirchenraum ist  durch ein Kreuzrippengewölbe gedeckt.
Anstelle der verlorenen ursprünglichen, von Friedrich Stummel aus Kevelaer entworfenen  Farbverglasung erhielt die Kirche 1955 die stark farbigen Chorfenster aus der Glaswerkstatt Reymer-van Bebber GmbH in Emmerich sowie 1974 Fenster im Schiff nach Entwürfen von Joachim Klos.